# Pusztacsalád
Pusztacsalád község Győr-Moson-Sopron vármegyében, a Soproni járásban.

## Fekvése
A vármegye déli részén, a kisalföldi síkság nyugati felén fekszik. Határát a Kardos-ér szeli át dél-északi irányban.
Szomszédai: északkelet felől Csapod, dél felől Iván, délnyugat felől Újkér, északnyugat felől pedig Röjtökmuzsaj. Központjától messze elnyúló külterületei révén a határa egy-egy rövidebb szakaszon érintkezik amúgy távol eső települések határszéleivel is: észak felől így Fertőszentmiklós, kelet felől Dénesfa, északnyugat felől pedig Sopronkövesd is a határosának tekinthető. A legközelebbi nagyobb városok Kapuvár és Fertőd 17-17, Sopron pedig 34 kilométerre.
A falut minden oldalról tölgy-, akác- és fenyőerdő veszi körül. Ezek legnagyobb részét a soproni Tanulmányi Erdőgazdaság felügyeli. Pusztacsalád határában mezőgazdasági művelésre kevésbé alkalmas, kavicsos, homokos talaj található. Jobb minőségű termőtalaj csak a Kardos-ér mentén található, amely leginkább különböző gabonafélék és burgonya termesztésére alkalmas.

### Megközelítése
A településen, annak főutcájaként a 8621-es út halad végig, amely Vitnyédnél ágazik ki a 85-ös főútból és Ivánig vezet. Az ország távolabbi részei felől is ez a legfontosabb közúti megközelítési útvonala, bár elérhető a térség másik fontos főútja, a 84-es felől is, újkéri vagy simasági letéréssel. Határszélét északon érinti még a 8612-es, északnyugaton pedig a 8627-es út is.
Vasútvonal nem érinti, a legközelebbi vasúti csatlakozási lehetőséget a Győr–Sopron-vasútvonal Fertőszentmiklós vasútállomása kínálja. Az autóbusz-közlekedés jó, rendszeresen indulnak járatok Kapuvár és Sopron irányába.

## Története
Első ismert okleveles említése 1257-ből származik, CALHA néven. 1461-ben már Pusztacsaládként említik. A középkor elején a Nagymartoniak birtokolják. Tipikus jobbágytelepülés, 1518-ban Pusztacsaládon és a hozzátartozó Szolgagyőrpusztán 35 lakott és 24 üres jobbágytelek található. A 17. században a Nádasdyak birtoka lesz, akik azonban zálogba adják először özv. Viczay Sándornénak, majd Sárkány Istvánnak. A 18. században a Festeticsek lesznek a legnagyobb birtokosok. 1858-ban Széchenyi István felesége vásárolja meg fia, Ödön számára a Festetics családtól.

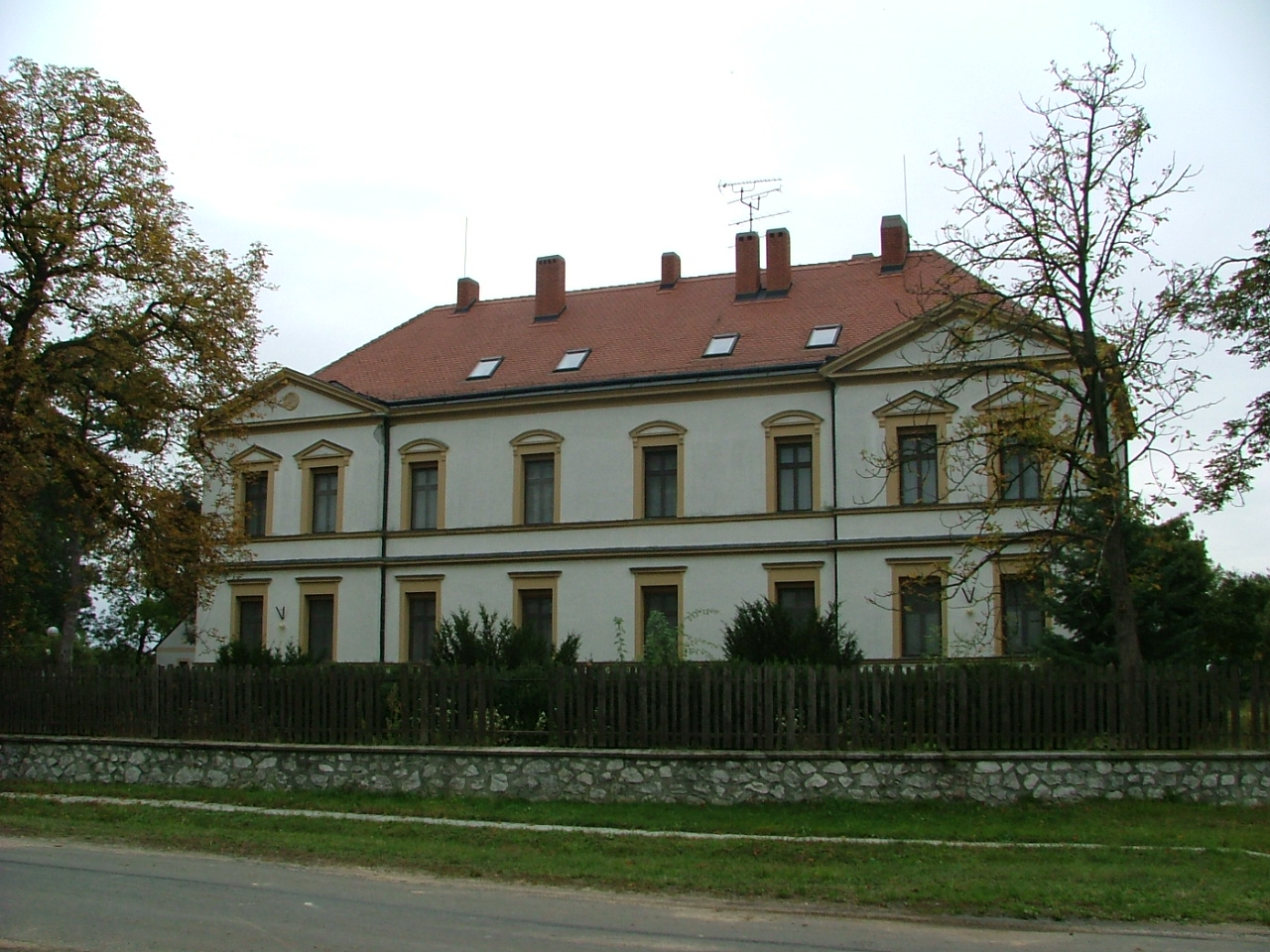
A kastély

A jobbágyfalu lakóinak megélhetését befolyásolta a rossz minőségű kavicsos-homokos talaj, amely nagy munkaigénye mellett is csak gyenge termést eredményezett. Szűkös volt az egy jobbágytelekhez tartozó szántó, amit tovább csökkentett a rossz talaj miatt alkalmazott kétnyomásos gazdálkodás. Ennek ellensúlyozására a 18. században a környező erdőkben nagymértékű állattenyésztés, elsősorban sertés- és juhtartás bontakozott ki. Egészen Sopron vármegye területéről adtak bérbe hizlalásra állatokat. 1752-ben a földesúr elismerte a Nagyerdő korlátlan használatát. A század végén a megyében elrendelt erdőkorlátozás visszaszorította, 1828-ra gyakorlatilag megszüntette a pusztacsaládiak állattartását. A 18-19. században nagymértékű erdőirtás folyt a művelhető földterület növelésére. Az irtásföldeket azonban a földbirtokos visszaváltja. Ettől kezdve a falu nincstelenjei és törpebirtokosai mezőgazdasági munkásként, cselédként keresték megélhetésüket.
Az 1920-as években végrehajtott földreform javított valamit a földbirtok szerkezeten, de a kialakult viszonyokat nem változtatta meg. A két világháború közötti időszakban egyre több fiatal kereste a falun kívül a megélhetést. Így lettek vasutasok, csendőrök vagy költöztek el Sopronba, Budapestre. Néhányan kivándoroltak Amerikába, hogy ott szerezzék meg a földvásárláshoz szükséges pénzt. Ebben az időben a faluban már több iparos (cipész, bognár, szabó, kőműves, kovács) működött, de ők is rászorultak a mezőgazdasági munkára. A két kocsma és két vegyeskereskedés felét a Hangya Szövetkezet működtette. 1879-ben megindul a forgalom a falu érintésével a GYSEV Fertőszentmiklós-Celldömölk szárnyvonalán. Ezt 1979-ben megszüntették.

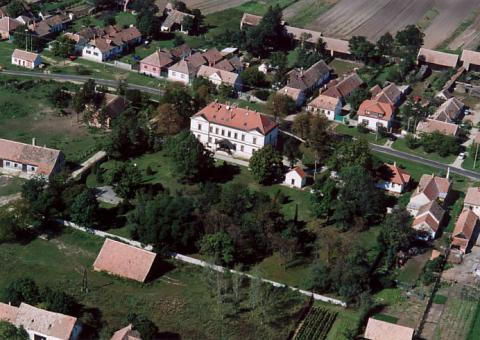
Pusztacsalád légi felvételen

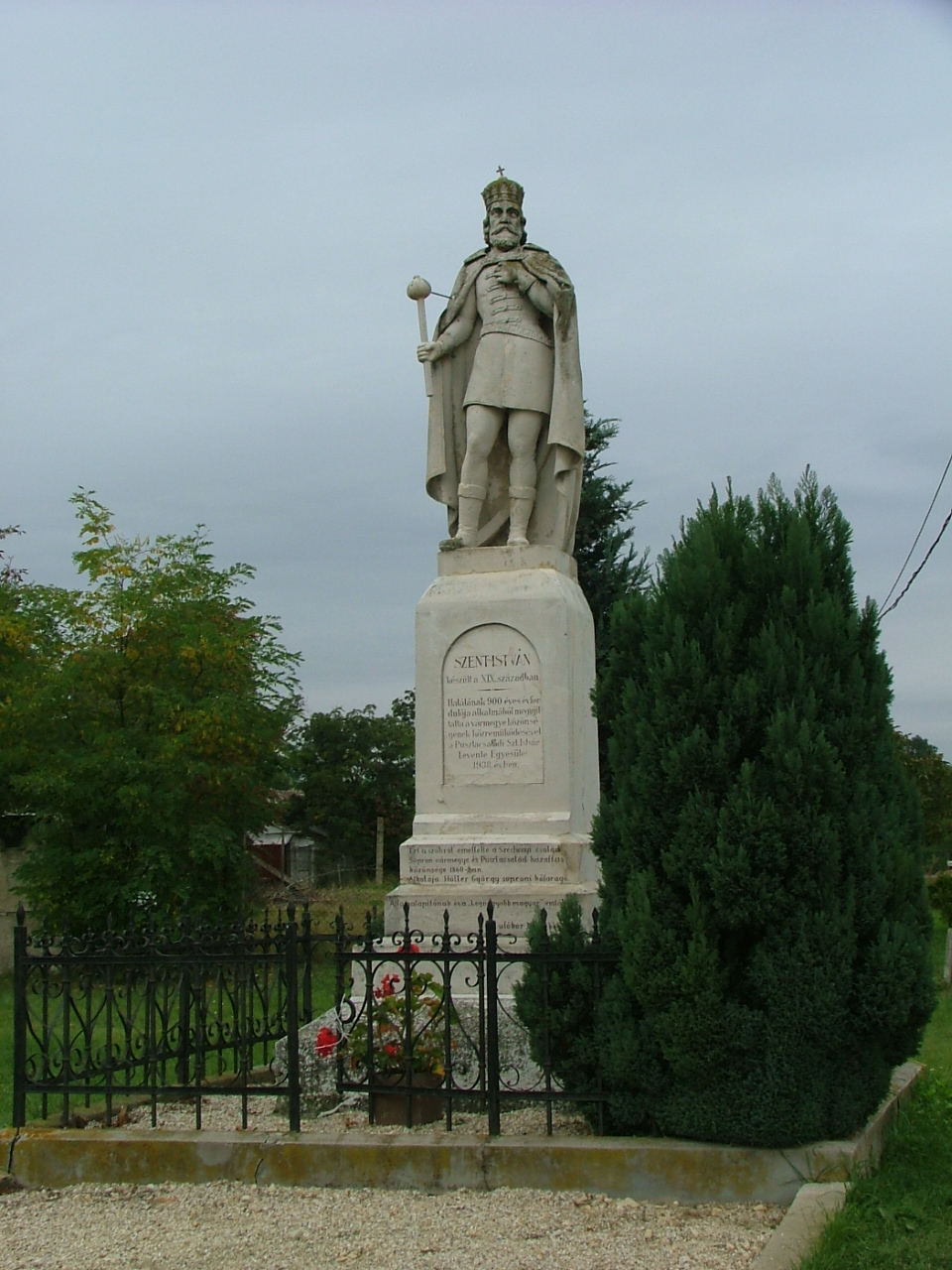
Szent István szobor

1945-ben megalakult a helyi Nemzeti Bizottság, amely végrehajtotta a földosztást, 82 földigénylő között 364 kh. földet osztottak szét. Az 1950-es évek agrárpolitikája, a beszolgáltatások rontották az életkörülményeket és a munkakedvet. A legvagyonosabbakat kuláklistára tették. Megindult az elvándorlás, többen az iparban kerestek munkát.
1959-ben megalakult a Hajnalcsillag Termelőszövetkezet. Mint rossz adottságú tsz, évről évre állami támogatásban részesült. 1970-ben Kellner Sándor Termelőszövetkezet néven összevonták Pusztacsalád, Iván és Répceszemere termelőszövetkezeteit. Mivel a mezőgazdaság továbbra sem tudta eltartani a lakosságot, a Soproni Szőnyeggyár 30 fős üzemet létesített, ami a nőknek jelentett munkalehetőséget.
Pusztacsalád népessége a 19. században indult gyarapodásnak: 1828-ban 301-en, 1880-ban 526-an, 1900-ban 568-an lakták. Az első világháború után folytatódott a növekedés, 1930-ban 701 lakosa volt a falunak. A második világháború után a népesség folyamatos csökkenése lett a jellemző. 1949-ben még 630-an lakták, 1960-ban 562-en, 1970-ben 490-en, 1980-ban (?), 1990-ben 363, míg 1996-ban 317 lakosa van a falunak. Jellemző az elöregedés, nagyon sok a nyugdíjas. Biztató jel, hogy az utóbbi két évben a házasságot kötött fiatalok közül többen is a faluban maradtak és házépítésbe kezdtek. Jelenleg a munkanélküliség 4%-os, ebből 6 férfi és 1 nő. Vallási tekintetben a lakosok egységesen római katolikusok.
A falu lakóinak a mezőgazdasági tevékenység csak jövedelem kiegészítésnek számít. A földeken elsősorban takarmánynövényeket termesztenek, amit az állattartásnál, főleg a szarvasmarha tenyésztésnél használnak fel. Jelenleg 11 egyéni vállalkozó működik és egy kft. Üzemel egy baromfifeldolgozó üzem, amely a nőknek nyújt helyben munkalehetőséget. A Heller Richárd által 1890-ben építtetett kastély jelenleg rendezvényhelyszínként és vendégházként működik. Érdekes vállalkozás a falu határában Hujber János vállalkozásában készülő repülőtér, amely kisgépek fogadására lesz alkalmas. Elsősorban a vállalkozó kedvű turisták érdeklődésére számít, akik szívesen megtekintik a kisalföldi tájat madártávlatból. A helyi munkalehetőségek szűkösek, ezért a lakosok nagy része ingázik. Legtöbben Sopronban, a petőházi cukorgyárban, valamint a GYSEV-nél vállalnak munkát.
1898-ban – a korábbi iskolaház helyett – megépült az új iskola, amit 1909-ben két tantermesre bővítenek ki. A körzetesítés során megszüntették a felsőtagozatot. Jelenleg már sem az óvoda, sem pedig az iskola nem működik. A gyerekek ezért a szomszédos Ivánba autóbusszal járnak. Az orvos és a védőnő heti egy alkalommal rendel. Az állatorvos pedig hetente kétszer látja el az állatokat. A lakosok művelődését, kikapcsolódását egy művelődési ház, egy több mint 2000 kötetes könyvtár és egy sportpálya szolgálja. A faluba látogatókat étterem és szálloda várja. 1989-ben új kereskedelmi egységek (bolt, italbolt) létesültek, amelyeket a Sopronhorpács és Vidéke ÁFÉSZ működtet.

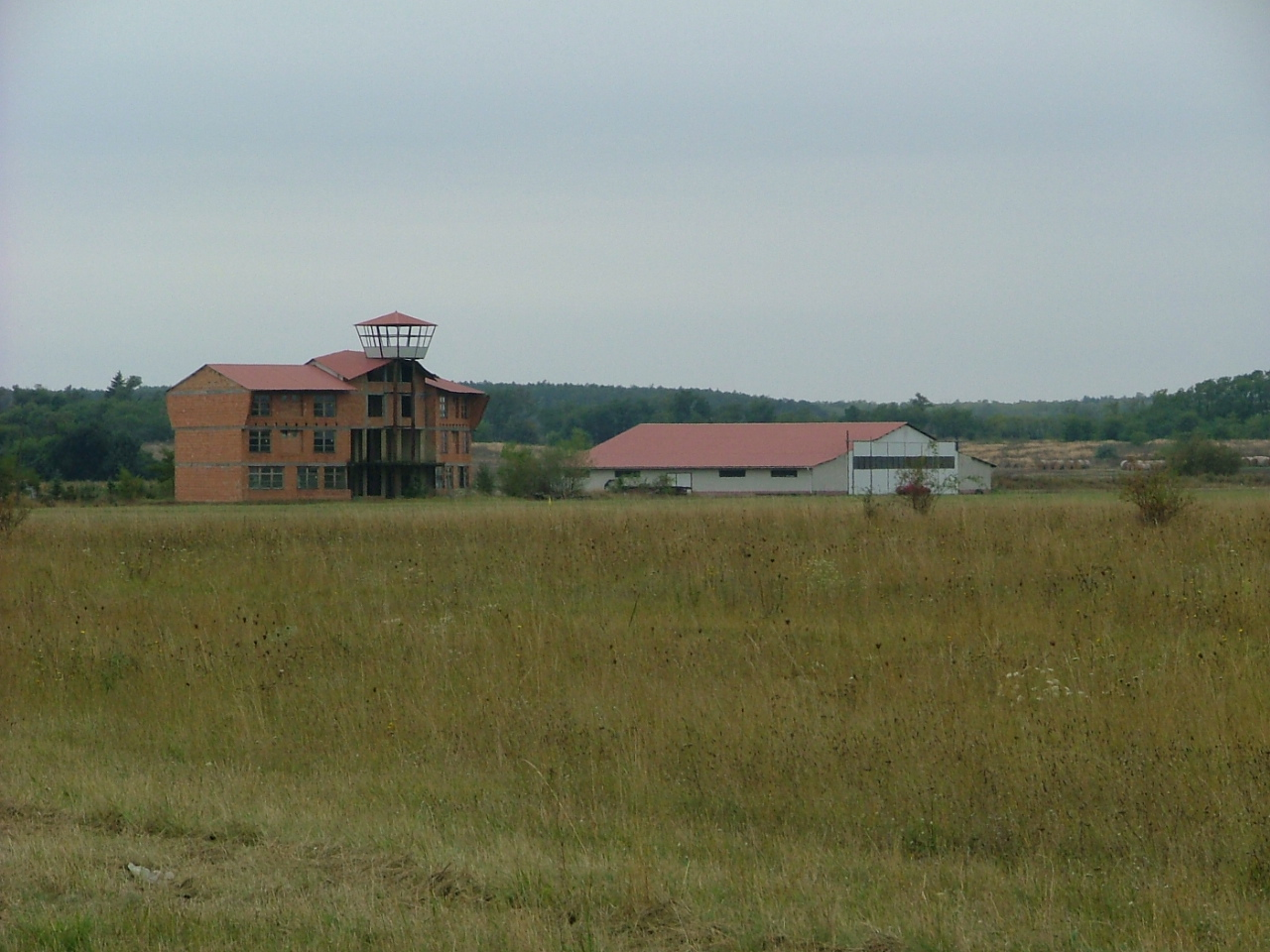
Magánrepülőtér

Pusztacsaládot – viszonylag későn – 1960-ban csatolták be az áramellátásba. 1990-ben kiépült a vízvezeték-hálózat. A háztartások 90%-ába bevezették a gázt. Pusztacsalád bekapcsolódott a Crossbar-rendszerbe és a családok nagy része rendelkezik telefonnal. Jelenleg nem megoldott a szilárd kommunális hulladék összegyűjtése, és nincs szennyvízcsatorna sem.
1990-ben alakult meg az önálló önkormányzat. Előtte közös tanácsú község volt, amelynek székhelye Iván. Iván székhellyel körjegyzőség alakult, amelybe Pusztacsaládon kívül Csáfordjánosfa és Csér tartozik. Az önkormányzat képviselőtestületét és tisztségviselőit jelenleg pártonkívüliek alkotják, pártszervezet nem működik a községben. Az önkormányzat szűkös keretek között gazdálkodik. Ez leginkább az óvoda, iskola, körjegyzőség fenntartására, valamint a felújítások, karbantartások elvégzésére elég. 1997-ben a temető, a falu végén lévő keresztek felújítását és a szeméttároló bővítését tervezi az önkormányzat.

## Közélete

### Polgármesterei
- 1990–1994: Kovács Géza (nem ismert)[4]
- 1994–1998: Kovács Géza (független)[5]
- 1998–2002: Balogh Ferencné (független)[6]
- 2002–2006: Balogh Ferenc Gyuláné (független)[7]
- 2006–2010: Balogh Ferenc Gyuláné (független)[8]
- 2010–2014: Balogh Ferenc Gyuláné (független)[9]
- 2014–2019: Csapó Gábor (független)[10]
- 2019–2024: Csapó Gábor (Fidesz-KDNP)[11]
- 2024– : Csapó Gábor (Fidesz-KDNP)[1]

## Népesség
A település népességének változása:
| Lakosok száma | 268  | 265  | 263  | 286  | 270  | 266  | 277  |
|               | 2013 | 2014 | 2015 | 2021 | 2022 | 2023 | 2024 |

A 2011-es népszámlálás során a lakosok 86%-a magyarnak, 1,6% németnek, 0,4% románnak mondta magát (13,2% nem nyilatkozott; a kettős identitások miatt a végösszeg nagyobb lehet 100%-nál). A vallási megoszlás a következő volt: római katolikus 80,9%, református 1,6%, evangélikus 0,4%, felekezeten kívüli 2,7% (14% nem nyilatkozott).
2022-ben a lakosság 94,1%-a vallotta magát magyarnak, 3% németnek, 0,4% lengyelnek, 1,9% egyéb, nem hazai nemzetiségűnek (5,2% nem nyilatkozott; a kettős identitások miatt a végösszeg nagyobb lehet 100%-nál). Vallásuk szerint 63% volt római katolikus, 3,3% református, 1,5% evangélikus, 0,4% görög katolikus, 0,4% ortodox, 1,5% egyéb katolikus, 5,2% felekezeten kívüli (24,8% nem válaszolt).

## Nevezetességei
- Pusztacsalád műemlékei közül a legérdekesebb a Fő utca és az Új utca kereszteződésében álló Szent István szobor. A 19. században Széchenyi Ödön elhatározta, hogy szobrot állít elhunyt édesapja emlékére. Mivel akkor nem lehetett nyíltan emlékezni Széchenyi Istvánra, 1860-ban Szent István szobrát állították fel. A szükséges pénzt a falu lakói megyei közadakozásból teremtették elő. A közhit szerint a szobor elkészítője, Höller György soproni kőfaragó Szent István szobrán Széchenyi István arcvonásait örökítette meg. Bár ezt lehet vitatni, mindenképpen ez az ország első Széchenyi István emlékszobra, és egyben a Legnagyobb Magyarnak az egész világon az első teljesalakos szobra. (A Hans Anton Gasser osztrák művésznek a döblingi Széchenyiről készített alkotása büszt.[14]) - Először 1938-ban, legutóbb pedig 1991-ben a Széchenyi Kör és a Széchenyi Alap támogatásával állították helyre.
- A falu római katolikus templomát a 18. század első felében emelték. A templom berendezései közül a legszebb az aranyozott ezüst kehely, amelynek talpán Krisztus kihallgatásának helyszínei láthatóak. Mesterjegye alapján feltételezhető, hogy Johann Christoph Holstein készítette 1740 körül.